# Suq Chan ez-Zeit

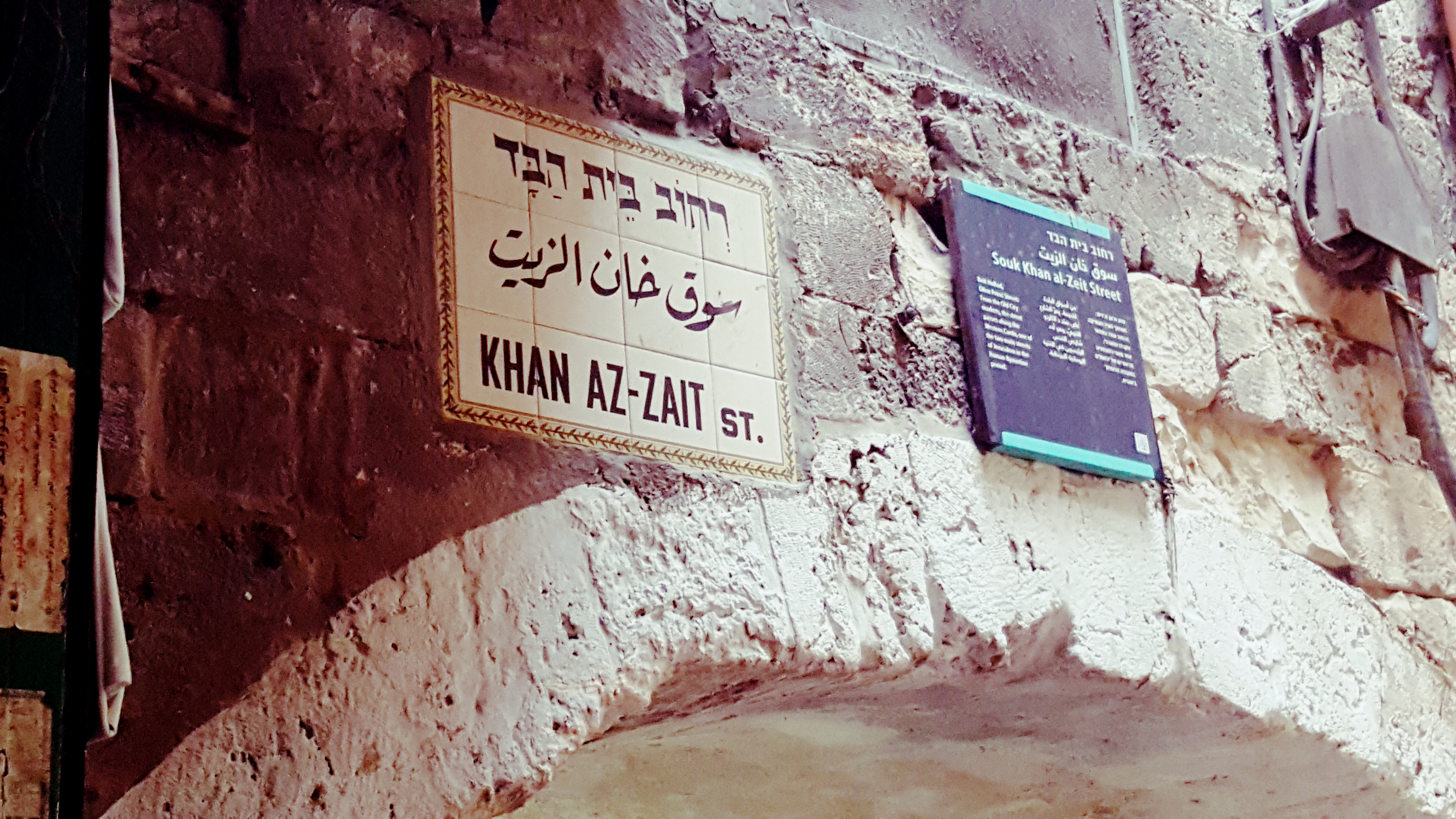
Straßenschild.

Der Suq Chan ez-Zeit (arabisch سوق خان الزيت, DMG Sūq Ḫān az-Zait ‚Markt des Öl-Chans‘, englische Transkription: Khan az-Zait; auch Suq Bab Chan ez-Zeit) ist eine Straße im UNESCO-Weltkulturerbe Altstadt von Jerusalem. Der hebräische Name der Straße lautet Rechov Bet Habad (רְחוֹב בֵּית הבָּד ‚Ölmühle-Straße‘).
Die Straße folgt ziemlich genau dem Verlauf der römischen und byzantinischen Hauptstraße (Cardo maximus) vom Damaskustor Richtung Süden und findet ihre Fortsetzung im überdachten Sūq al-Aṭṭarin, „Markt der Gewürzhändler“ (hebräisch שׁוּק הַבְּשָׂמִים Schūq ha-Bsamīm, deutsch ‚Gewürzmarkt‘). Sie ist zugleich die Grenze zwischen dem muslimischen Viertel und dem christlichen Viertel der Altstadt.

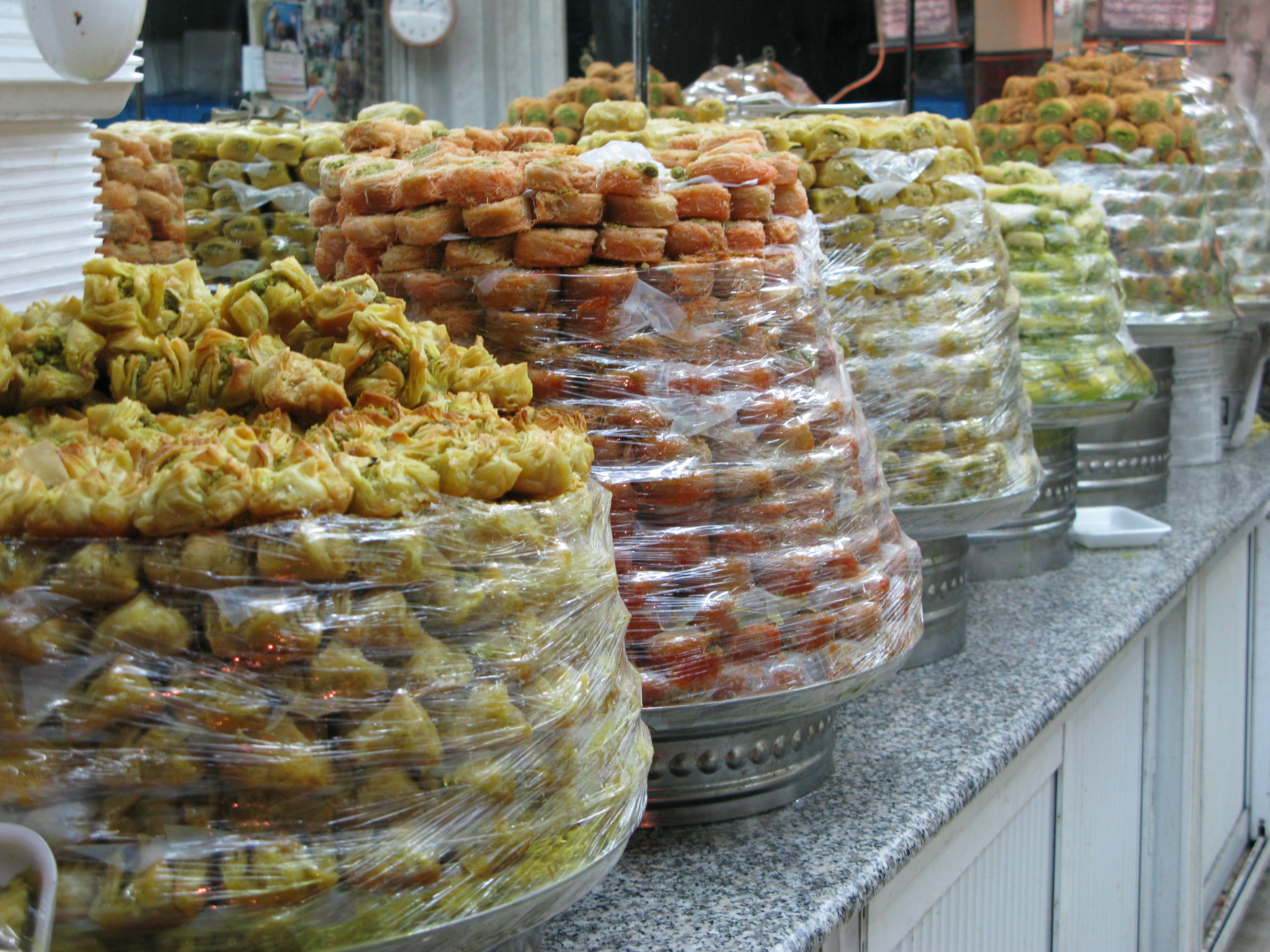
Baklava-Sortiment im Suq Chan ez-Zeit.

## Platz am Damaskustor
Der arabische Name des Damaskustors, Bab al-ˤAmud „Säulentor“, erinnert noch daran, dass sich hier in der römischen und byzantinischen Periode ein halbrunder Platz befand, in dessen Mitte eine Säule mit dem Bild des römischen Kaisers aufgestellt war. Auch in der byzantinischen Stadt war die Säule wichtig, wie ihre Darstellung auf der Madabakarte zeigt. Dort ist sie, ohne Kaiserfigur als Bekrönung, aber auch ohne Kreuz, der Mittelpunkt der gesamten Palästina-Mosaikkarte, und dies bedeutet wahrscheinlich, dass von hier aus alle Wege berechnet wurden (hodometrischer Fixpunkt). Noch Arkulf war um 680 von dieser Säule beeindruckt, er hielt sie für den Nabel der Welt.

### Abzweig des Cardo secundus (Ṭariq al-Wad)

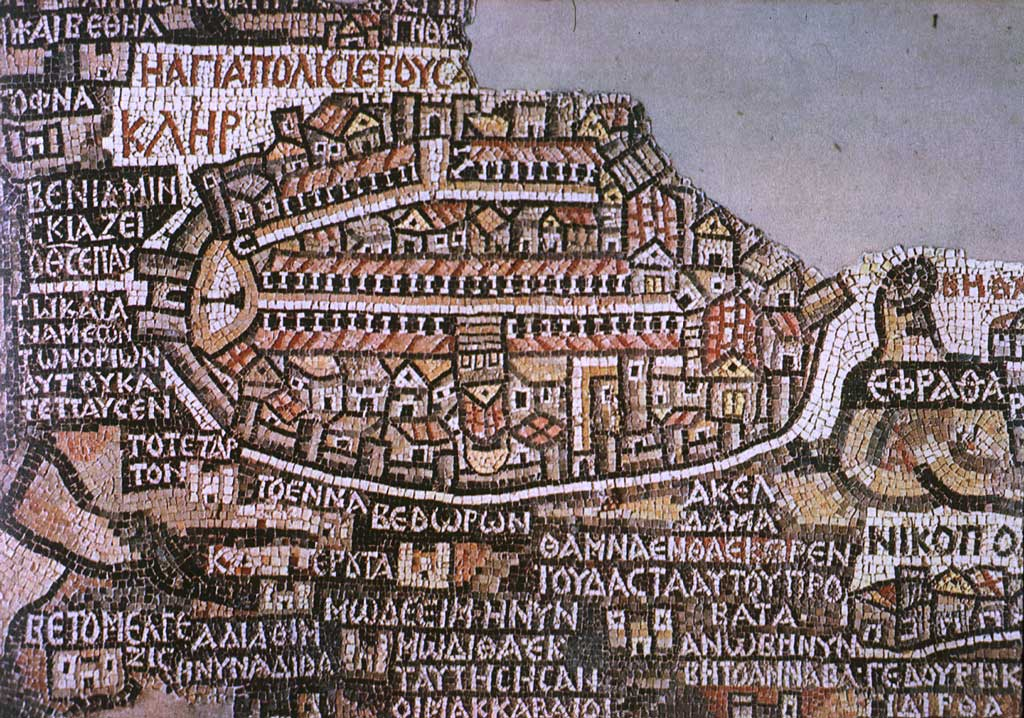
Das byzantinische Jerusalem auf der Madabakarte: links (Norden) das Damaskustor mit der Säule. Zwei Hauptstraßen beginnen hier, oben der Cardo secundus und darunter der Cardo maximus.

Am Ende des Torplatzes beginnt der Suq Chan ez-Zeit, und in spitzem Winkel dazu eine weitere Hauptstraße, Ṭariq al-Wad („Talstraße“). In diesem Winkel steht seit 1969 eine kleine Moschee, vorher befand sich hier der osmanische Brunnen Sabil al-Schurbadschi. Die Talstraße ist identisch mit dem byzantinischen Cardo secundus; auf der Madabakarte ist eine kleine Toranlage am Beginn dieser Straße erkennbar. Das namengebende Tal, durch den Schutt der Jahrhunderte aufgefüllt, ist seit mamelukischer Zeit nur noch eine leichte Senke.
Als Stadttal von Jerusalem war es aber in älterer Zeit stadtbildprägend und trennte die Oberstadt (Westen) von der Unterstadt (Osten). Flavius Josephus zufolge hieß dieses Tal φάραγξ τῶν τυροποιῶν (pharanx ton tyropoion), die „Käsemacher-Schlucht“. Gustaf Dalman hielt es für unwahrscheinlich, dass mitten in der Hauptstadt ein Zentrum der Käseproduktion gewesen sein sollte, und vermutete, dass ein „Misttal“ (גֵּי האַשָּׁפוּת Gej ha-Aschpot) sprachspielerisch zu einem „Käsetal“ (ge ha-schefot) aufgewertet worden sei. Seit der Zerstörung des Herodianischen Tempels verlor diese Straße an Bedeutung, da das Zentrum der Aelia Capitolina, und dann auch der byzantinischen Stadt, am Cardo maximus lag. Erst der Bau islamischer Heiligtümer auf dem Tempelberg wertete die Talstraße auf. Sie gelangte architektonisch in mamelukischer Zeit zur vollen Blüte, was sich bis heute an den Lehrhäusern, Mausoleen, Markthallen und Brunnen in diesem Teil der Stadt ablesen lässt.

## Bis zur Einmündung der Via Dolorosa
Der Suq ist zunächst überdacht, später offen, und da er genau auf dem Cardo verläuft, hat man hier Säulenreste der Portiken sowie römisches Straßenpflaster gefunden. Beim Hospiz Dom Polski wurde 1904 auf 60 m Länge die Abbruchkante eines Steinbruchs oder Stadtgrabens entdeckt, der möglicherweise dem Verlauf der sogenannten Zweiten Mauer aus der Zeit des Herodes folgt. 

### Via Dolorosa, Station VII

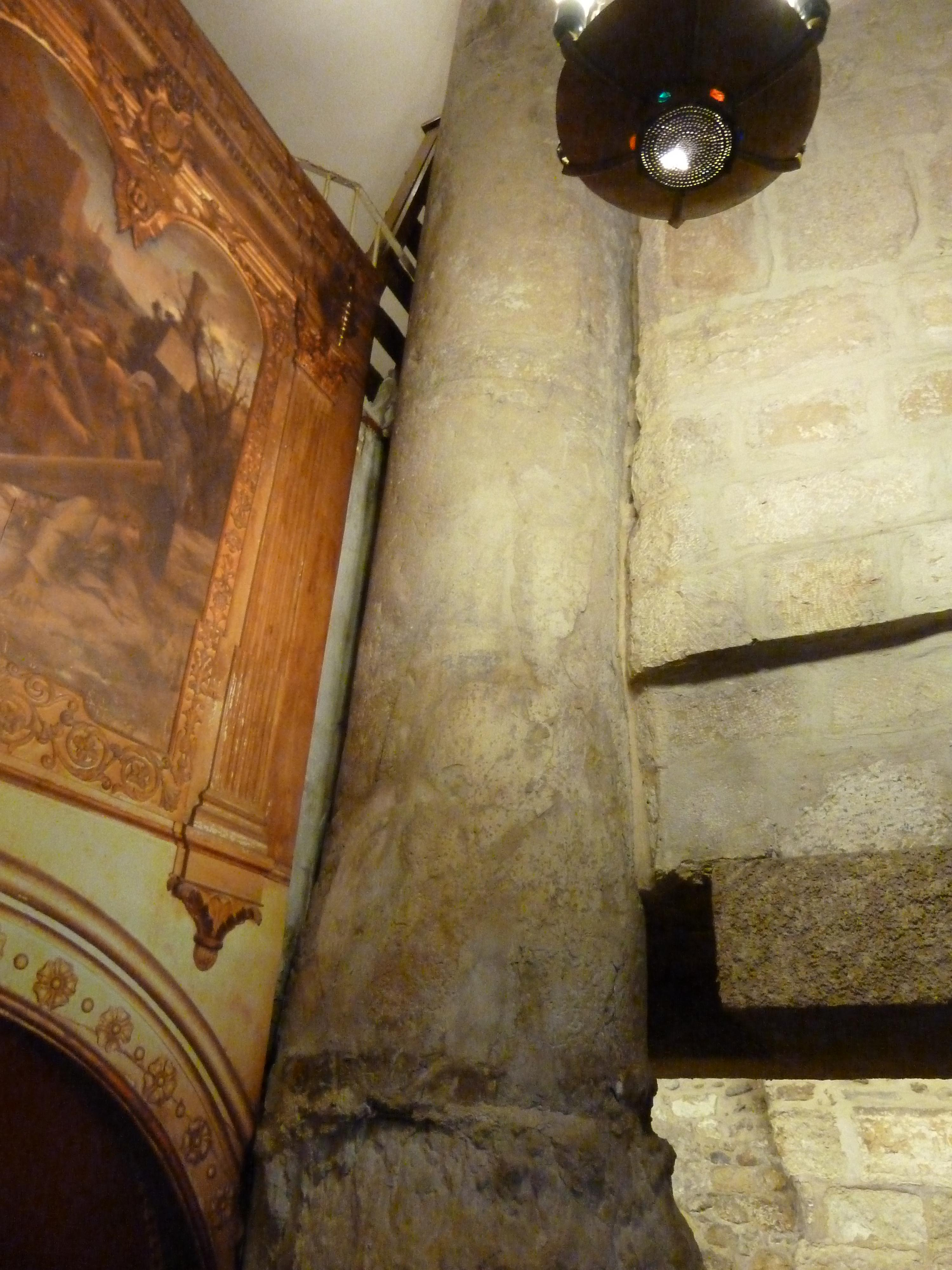
Römische Säule, Station VII der Via Dolorosa.

Dort, wo der Suq Chan ez-Zeit auf die von Osten kommende Via Dolorosa trifft, befand sich laut Louis-Hugues Vincent eine römische Straßenkreuzung, die durch ein Tetrapylon hervorgehoben wurde. Ein Tetrapylon an dieser Stelle wäre plausibel, dafür gibt es allerdings keinen archäologischen Beweis. An der Ecke ist die 7. Station der Via Dolorosa, in der eine Säule aus römisch/byzantinischer Zeit integriert ist. Eine weitere Säule ragt in die Straße ˁAqabat al-Chanqah hinein.
Die kleine Stationskapelle der Franziskaner wurde im Jahr 1875 erbaut.

## Bis zur Einmündung des Suq al-Dabbagha
Im nächsten Teilstück verläuft der Suq Chan ez-Zeit an der Ostseite des Heiligen Bereichs (Temenos) der Aelia Capitolina entlang. Hier befanden sich die Staatstempel und das Forum, bis Jerusalem unter Konstantin zur christlichen Stadt wurde. 

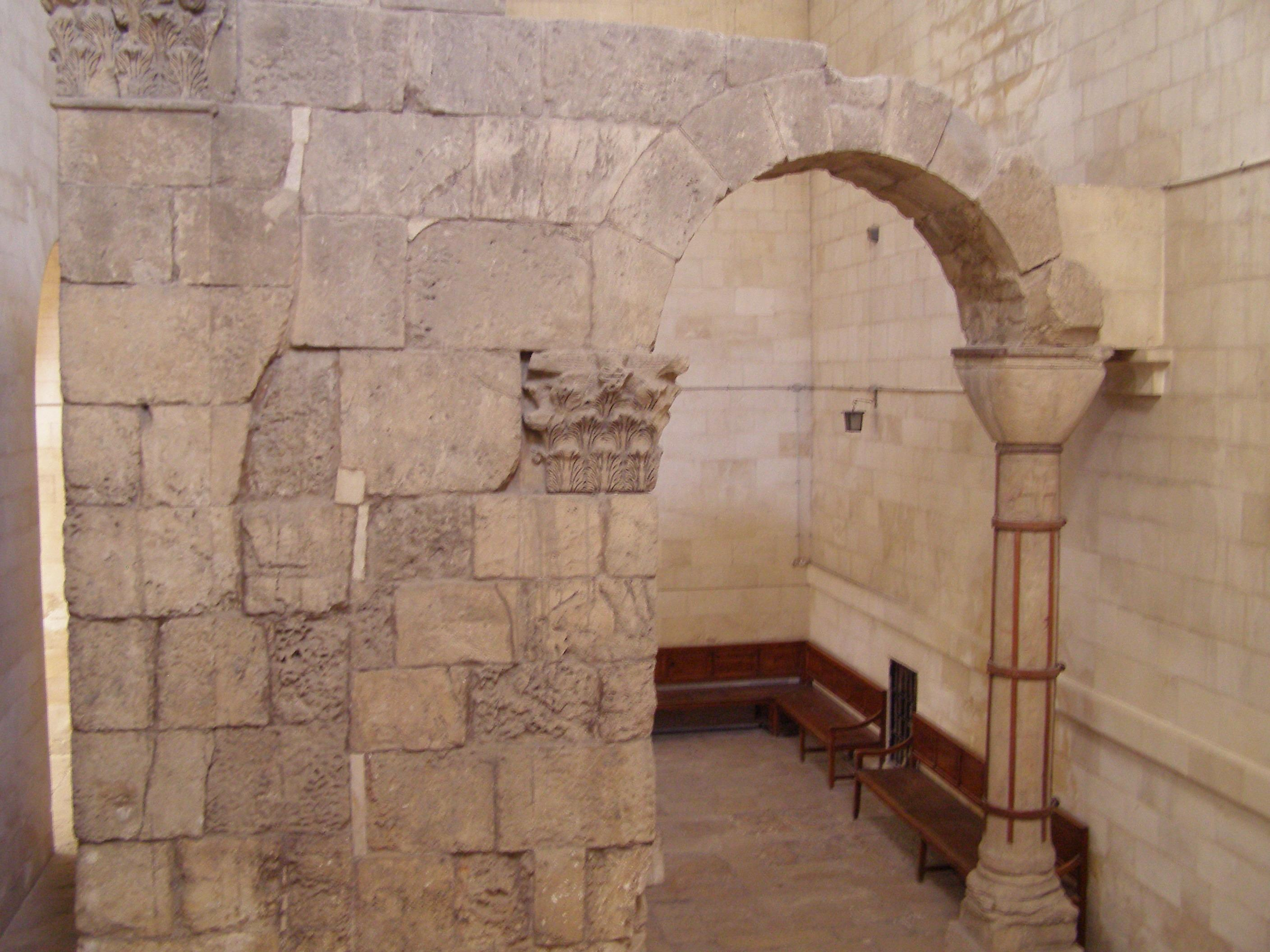
Komposites Tor des 11. Jahrhunderts in der Alexander-Nevsky-Kirche.

### Alexander-Nevsky-Kirche
Unter Verwendung älterer Bausubstanz schufen Konstantins Baumeister hier am Cardo den repräsentativen Haupteingang der Grabeskirche, von dem Reste heute in der russisch-orthodoxen Alexander-Nevsky-Kirche und der benachbarten Zuckerbäckerei freigelegt sind. 

Die Kirche wurde 1881 nach einem Besuch des Großfürsten Sergej Alexandrowitsch erbaut. Hier, an der Südostecke des römischen Temenos sowie der konstantinischen Grabeskirche, wurde antike Bausubstanz freigelegt, die von Louis-Hugues Vincent als Rest der Propyläen und des Eingangsbereichs der Grabeskirche interpretiert wurde. Außerdem wurde ein Fragment einer Kaiserinschrift entdeckt, das sich auf Hadrian oder Trajan beziehen kann: 
IMP C[aesar P. Aelius Hadrianus, Divi Traiani] PART[hici Filius...].
Eutychios von Alexandria berichtete (um 935), dass sich die Muslime nach ihrer Einnahme der Stadt in diesem Bereich der Grabeskirche eine Moschee einrichteten. Die kirchliche Nutzung des Geländes endete also im 10. Jahrhundert. Bei Umbauten der Grabeskirche in späteren Jahrhunderten wurde nicht mehr versucht, den Eingangsbereich der konstantinischen Basilika einzubeziehen. Trotzdem gibt es hier ein Tor, das (unter Verwendung spätantiker Kapitelle) im 11. Jahrhundert „von den verarmten Christen Jerusalems errichtet“ wurde, um „den großzügigen Kaiser Monomachos zu ehren“, der die Grabeskirche verkleinert wieder aufbauen ließ, nachdem sie unter al-Hakim verwüstet worden war.

### SeitenstraßeˤAqabat al-Takija

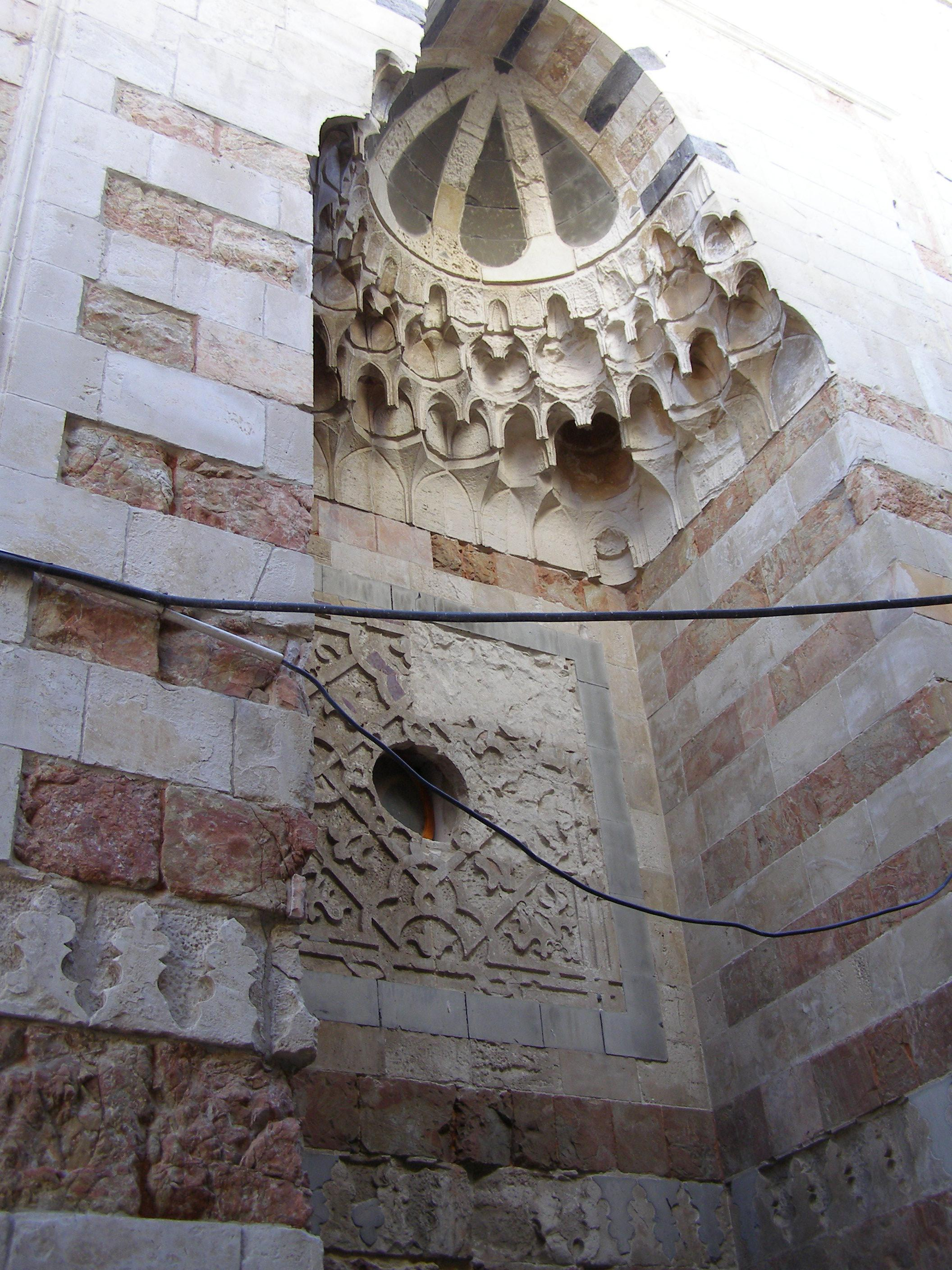
Architekturdetail, ˤAqabat al-Takija.

Auf der gegenüberliegenden Straßenseite zweigt die Seitenstraße ˤAqabat al-Takija ab, die den Suq Chan ez-Zeit mit der Talstraße (Ṭariq al-Wad) verbindet und besonders reich an mittelalterlicher bzw. frühneuzeitlicher Architektur ist. Nr. 32 mit dreifachem Portal ist ein Palast von 1388. Gegenüber befindet sich das Mausoleum der tscherkessischen Prinzessin Turbe es-Sitt Tunshuq von 1398. Außerdem gibt es an dieser Straße eine religiöse Stiftung von 1552, die eine Karawanserei, ein Sufi-Kloster und eine Suppenküche für Pilger umfasste. Kennzeichen des mamelukischen Baustils sind die Stalaktitenportale (Muqarnas) und die farbliche Gestaltung der Fassaden, wobei rosafarbener Marmor mit schwarzem Basalt und weißem Kalkstein kombiniert wurde.

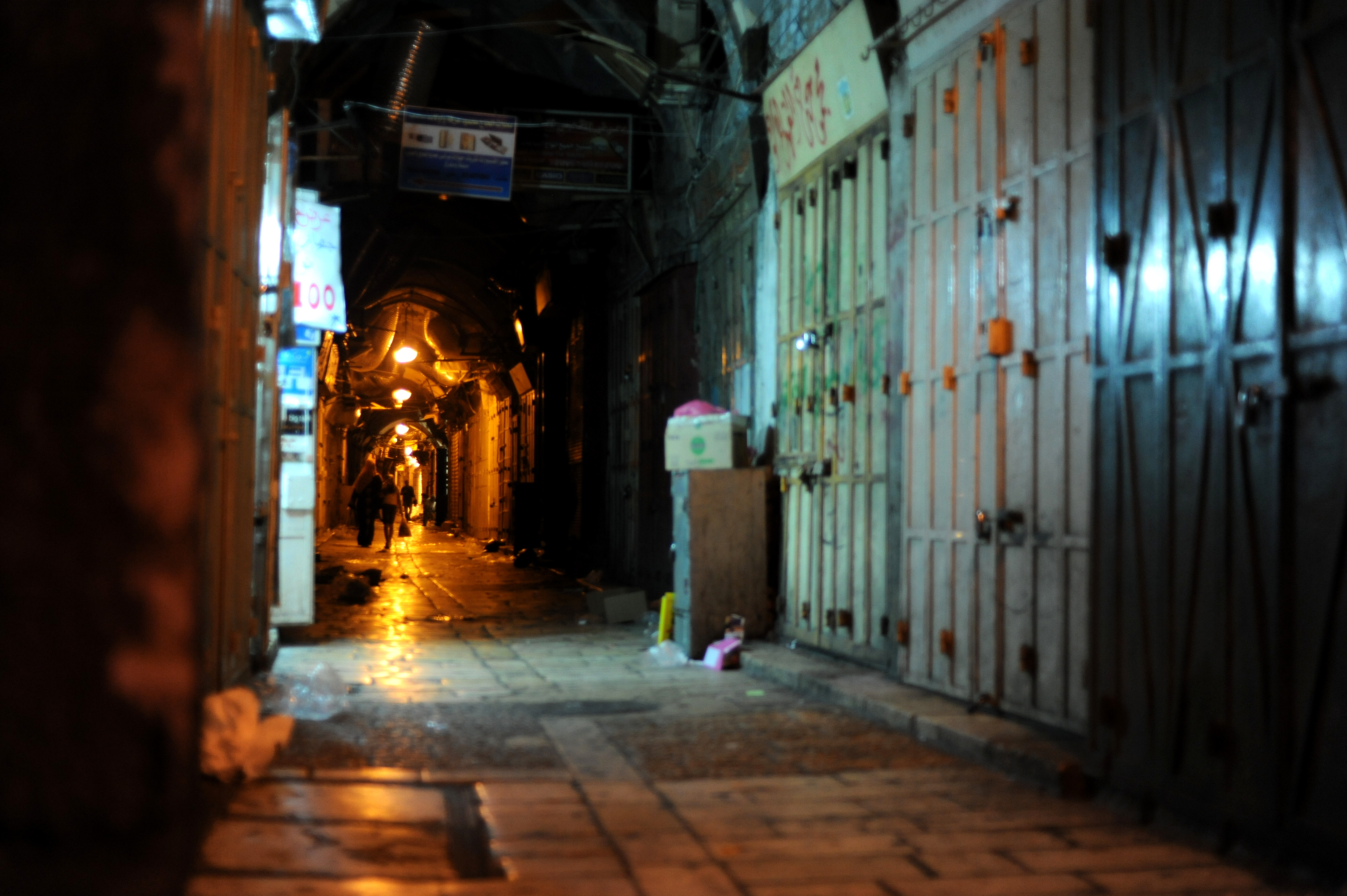
Suq al-Aṭṭarin bei Nacht.

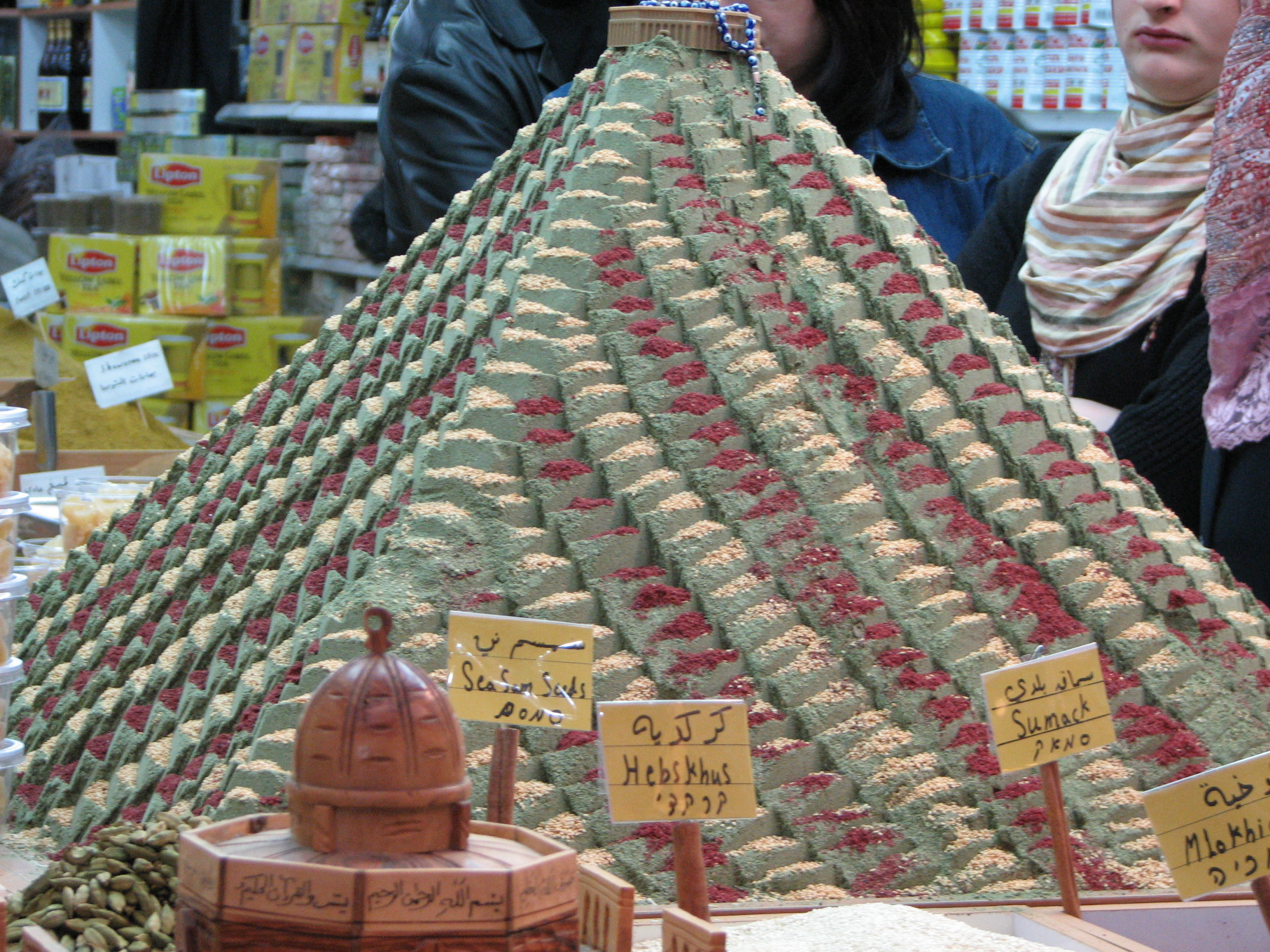
Gewürzsortiment im Suq Chan ez-Zeit. (AL-QUDS GROCERY)

## Fortsetzung als Suq al-Aṭṭarin
Der Suq al-Dabbagha, die „Gerbergasse“, stößt von Westen auf den Suq Chan ez-Zeit, der sich hinter dieser Kreuzung in der zentralen Gasse einer dreischiffigen Markthalle fortsetzt, dem Suq al-Aṭṭarin. Wie die Kreuzgratgewölbe zeigen, stammt ein größerer Teil der Bausubstanz der Markthalle (spätestens) aus der Kreuzfahrerzeit; damals war hier der Hauptmarkt, das Forum rerum venalium. An der Ostseite des Suq al-Aṭṭarin tragen die Konsolen der Jochbögen Nr. 13 bis 17 die Inschrift Sancta Anna. Das bedeutet, dass die Einnahmen aus diesen Läden einst dem St. Anna-Kloster zugutekamen.
Nach der Eroberung Jerusalems erwarb Saladin das Kloster mit den zugehörigen Besitztümern. Für Mudschir ad-Din (1496) war diese dreischiffige Markthalle eine der schönsten Orte Jerusalems: „Niemals und in keiner Stadt der Welt hat man diesen dreien vergleichbare Bazars gesehen, was ihre Anordnung und Architektur betrifft.“
Dieser Suq war traditionell spezialisiert auf Gewürze, Medizinalkräuter und Duftstoffe, heute sind Textilgeschäfte in der Überzahl. Trotzdem führen noch einzelne Läden mit einem großen Gewürzsortiment die Tradition weiter.

## Zentrale Kreuzung Cardo / Decumanus
Hinter dieser dreischiffigen Markthalle traf der Cardo maximus auf die wichtigste Querstraße (Decumanus, heute: רחוב דוד Rechov David, „Davidstraße“). Auch auf dieser Kreuzung könnte ein Tetrapylon gestanden haben, für die byzantinische Zeit bezeugt die Madabakarte (allerdings zu weit nach Süden gerückt) eine Toranlage. Der weitere Verlauf der Nord-Süd-Achse im jüdischen Viertel der Altstadt wurde von israelischen Archäologen ergraben und touristisch erschlossen; siehe: Cardo (Jerusalem).